# Langendorf (Elba)
Langendorf é um município da Alemanha localizado no distrito de Lüchow-Dannenberg, estado da Baixa Saxônia.
Pertence ao Samtgemeinde de Elbtalaue.